# Okręg wyborczy nr 12 do Sejmu Rzeczypospolitej Polskiej (1993–2001)
Okręg wyborczy nr 12 do Sejmu Rzeczypospolitej Polskiej (1993–2001) obejmował województwo gorzowskie. W ówczesnym kształcie został utworzony w 1993. Wybieranych było w nim 5 posłów w systemie proporcjonalnym.
Siedzibą okręgowej komisji wyborczej był Gorzów Wielkopolski.

## Wyniki wyborów
| Podział 5 mandatów: SLD: 2 PSL: 2 UD: 1 |

| Podział 5 mandatów: SLD: 2 UW: 1 AWS: 2 |

## Reprezentanci okręgu
| Sejm | Rok  | Poseł KW                                         | Poseł KW                                         | Poseł KW                                         | Poseł KW                                         | Poseł KW                                         | Poseł KW                                         | Poseł KW                                         | Poseł KW                                         | Poseł KW                                         | Poseł KW                                         |
| ---- | ---- | ------------------------------------------------ | ------------------------------------------------ | ------------------------------------------------ | ------------------------------------------------ | ------------------------------------------------ | ------------------------------------------------ | ------------------------------------------------ | ------------------------------------------------ | ------------------------------------------------ | ------------------------------------------------ |
| II   | 1993 |                                                  | T. Jędrzejczak SLD                               |                                                  | R. Kołodziej PSL                                 |                                                  | J. Wierchowicz UD (1993) UW (1997)               |                                                  | M. Walczyńska-Rechmal SLD                        |                                                  | J. Świrepo PSL                                   |
| III  | 1997 |                                                  | T. Jędrzejczak SLD                               | K. Marcinkiewicz AWS                             |                                                  | J. Kochanowski SLD                               | J. Wierchowicz UD (1993) UW (1997)               |                                                  | M. Rudnicki AWS                                  |                                                  |                                                  |
| III  | 2000 | M. Walczyńska-Rechmal SLD                        |                                                  | K. Marcinkiewicz AWS                             |                                                  | J. Kochanowski SLD                               | J. Wierchowicz UD (1993) UW (1997)               |                                                  | M. Rudnicki AWS                                  |                                                  |                                                  |
| IV   | 2001 | okręg zniesiony – patrz okręgi nr 8, 38, 40 i 41 | okręg zniesiony – patrz okręgi nr 8, 38, 40 i 41 | okręg zniesiony – patrz okręgi nr 8, 38, 40 i 41 | okręg zniesiony – patrz okręgi nr 8, 38, 40 i 41 | okręg zniesiony – patrz okręgi nr 8, 38, 40 i 41 | okręg zniesiony – patrz okręgi nr 8, 38, 40 i 41 | okręg zniesiony – patrz okręgi nr 8, 38, 40 i 41 | okręg zniesiony – patrz okręgi nr 8, 38, 40 i 41 | okręg zniesiony – patrz okręgi nr 8, 38, 40 i 41 | okręg zniesiony – patrz okręgi nr 8, 38, 40 i 41 |

### Wybory parlamentarne 1993
| Komitet wyborczy                                      | Komitet wyborczy                                     | Głosów | %     | Mandaty | Wybrani posłowie                              |
| ----------------------------------------------------- | ---------------------------------------------------- | ------ | ----- | ------- | --------------------------------------------- |
|                                                       | Sojusz Lewicy Demokratycznej                         | 42 835 | 25,21 | 2       | Tadeusz Jędrzejczak, Maria Walczyńska-Rechmal |
|                                                       | Polskie Stronnictwo Ludowe                           | 28 612 | 16,84 | 2       | Ryszard Kołodziej, Jan Świrepo                |
|                                                       | Unia Demokratyczna                                   | 16 549 | 9,74  | 1       | Jerzy Wierchowicz                             |
|                                                       | Katolicki Komitet Wyborczy „Ojczyzna”                | 11 339 | 6,67  | –       |                                               |
|                                                       | Unia Pracy                                           | 10 737 | 6,32  | –       |                                               |
|                                                       | Samoobrona – Leppera                                 | 8193   | 4,82  | –       |                                               |
|                                                       | Niezależny Samorządny Związek Zawodowy „Solidarność” | 7560   | 4,45  | –       |                                               |
|                                                       | Kongres Liberalno-Demokratyczny                      | 7260   | 4,27  | –       |                                               |
|                                                       | Partia X                                             | 6950   | 4,09  | –       |                                               |
|                                                       | Porozumienie Centrum                                 | 6927   | 4,08  | –       |                                               |
|                                                       | Konfederacja Polski Niepodległej                     | 6624   | 3,90  | –       |                                               |
|                                                       | Bezpartyjny Blok Wspierania Reform                   | 5728   | 3,37  | –       |                                               |
|                                                       | Unia Polityki Realnej                                | 4702   | 2,77  | –       |                                               |
|                                                       | Polskie Stronnictwo Ludowe – Porozumienie Ludowe     | 3709   | 2,18  | –       |                                               |
|                                                       | Koalicja dla Rzeczypospolitej                        | 2177   | 1,28  | –       |                                               |
| Frekwencja: 50,25% Źródło: Państwowa Komisja Wyborcza |                                                      |        |       |         |                                               |

Poniższa tabela przedstawia podział mandatów dla komitetów wyborczych na podstawie uzyskanych głosów, a następnie obliczonych ilorazów wyborczych na podstawie metody D’Hondta.
| Podział mandatów dla komitetów wyborczych na podstawie metody D’Hondta | Podział mandatów dla komitetów wyborczych na podstawie metody D’Hondta | Podział mandatów dla komitetów wyborczych na podstawie metody D’Hondta | Podział mandatów dla komitetów wyborczych na podstawie metody D’Hondta | Podział mandatów dla komitetów wyborczych na podstawie metody D’Hondta | Podział mandatów dla komitetów wyborczych na podstawie metody D’Hondta | Podział mandatów dla komitetów wyborczych na podstawie metody D’Hondta | Podział mandatów dla komitetów wyborczych na podstawie metody D’Hondta | Podział mandatów dla komitetów wyborczych na podstawie metody D’Hondta | Podział mandatów dla komitetów wyborczych na podstawie metody D’Hondta |
| Komitet wyborczy                                                       | Komitet wyborczy                                                       | Liczba głosów                                                          | Iloraz wyborczy                                                        | Iloraz wyborczy                                                        | Iloraz wyborczy                                                        | Iloraz wyborczy                                                        | Iloraz wyborczy                                                        | Mandaty                                                                | TP                                                                     |
| Komitet wyborczy                                                       | Komitet wyborczy                                                       | Liczba głosów                                                          | /1                                                                     | /2                                                                     | /3                                                                     | /4                                                                     | /5                                                                     | Mandaty                                                                | TP                                                                     |
| ---------------------------------------------------------------------- | ---------------------------------------------------------------------- | ---------------------------------------------------------------------- | ---------------------------------------------------------------------- | ---------------------------------------------------------------------- | ---------------------------------------------------------------------- | ---------------------------------------------------------------------- | ---------------------------------------------------------------------- | ---------------------------------------------------------------------- | ---------------------------------------------------------------------- |
|                                                                        | Sojusz Lewicy Demokratycznej                                           | 42 835                                                                 | 42 835                                                                 | 21 418                                                                 | 14 278                                                                 | 10 709                                                                 | 8567                                                                   | 2                                                                      | 1,93                                                                   |
|                                                                        | Polskie Stronnictwo Ludowe                                             | 28 612                                                                 | 28 612                                                                 | 14 306                                                                 | 9537                                                                   | 7153                                                                   | 5722                                                                   | 2                                                                      | 1,29                                                                   |
|                                                                        | Unia Demokratyczna                                                     | 16 549                                                                 | 16 549                                                                 | 8275                                                                   | 5516                                                                   | 4137                                                                   | 3310                                                                   | 1                                                                      | 0,74                                                                   |
|                                                                        | Unia Pracy                                                             | 10 737                                                                 | 10 737                                                                 | 5369                                                                   | 3579                                                                   | 2684                                                                   | 2147                                                                   | 0                                                                      | 0,48                                                                   |
|                                                                        | Konfederacja Polski Niepodległej                                       | 6624                                                                   | 6624                                                                   | 3312                                                                   | 2208                                                                   | 1656                                                                   | 1325                                                                   | 0                                                                      | 0,30                                                                   |
|                                                                        | Bezpartyjny Blok Wspierania Reform                                     | 5728                                                                   | 5728                                                                   | 2864                                                                   | 1909                                                                   | 1432                                                                   | 1146                                                                   | 0                                                                      | 0,26                                                                   |
| Ogółem                                                                 | Ogółem                                                                 | 111 085                                                                | —                                                                      | —                                                                      | —                                                                      | —                                                                      | —                                                                      | 5                                                                      | 5                                                                      |

### Wybory parlamentarne 1997
| Komitet wyborczy                                      | Komitet wyborczy                          | Głosów | %     | Mandaty | Wybrani posłowie                                               |
| ----------------------------------------------------- | ----------------------------------------- | ------ | ----- | ------- | -------------------------------------------------------------- |
|                                                       | Sojusz Lewicy Demokratycznej              | 53 137 | 35,23 | 2       | Tadeusz Jędrzejczak, Jan Kochanowski, Maria Walczyńska-Rechmal |
|                                                       | Akcja Wyborcza Solidarność                | 38 731 | 25,68 | 2       | Kazimierz Marcinkiewicz, Maciej Rudnicki                       |
|                                                       | Unia Wolności                             | 21 324 | 14,14 | 1       | Jerzy Wierchowicz                                              |
|                                                       | Polskie Stronnictwo Ludowe                | 13 054 | 8,65  | –       |                                                                |
|                                                       | Unia Pracy                                | 10 399 | 6,89  | –       |                                                                |
|                                                       | Ruch Odbudowy Polski                      | 4634   | 3,07  | –       |                                                                |
|                                                       | Krajowa Partia Emerytów i Rencistów       | 3496   | 2,32  | –       |                                                                |
|                                                       | Krajowe Porozumienie Emerytów i Rencistów | 2852   | 1,89  | –       |                                                                |
|                                                       | Unia Prawicy Rzeczypospolitej             | 2593   | 1,72  | –       |                                                                |
|                                                       | Blok dla Polski                           | 613    | 0,41  | –       |                                                                |
| Frekwencja: 42,88% Źródło: Państwowa Komisja Wyborcza |                                           |        |       |         |                                                                |

Poniższa tabela przedstawia podział mandatów dla komitetów wyborczych na podstawie uzyskanych głosów, a następnie obliczonych ilorazów wyborczych na podstawie metody D’Hondta.
| Podział mandatów dla komitetów wyborczych na podst. metody D’Hondta | Podział mandatów dla komitetów wyborczych na podst. metody D’Hondta | Podział mandatów dla komitetów wyborczych na podst. metody D’Hondta | Podział mandatów dla komitetów wyborczych na podst. metody D’Hondta | Podział mandatów dla komitetów wyborczych na podst. metody D’Hondta | Podział mandatów dla komitetów wyborczych na podst. metody D’Hondta | Podział mandatów dla komitetów wyborczych na podst. metody D’Hondta | Podział mandatów dla komitetów wyborczych na podst. metody D’Hondta | Podział mandatów dla komitetów wyborczych na podst. metody D’Hondta | Podział mandatów dla komitetów wyborczych na podst. metody D’Hondta |
| Komitet wyborczy                                                    | Komitet wyborczy                                                    | Liczba głosów                                                       | Iloraz wyborczy                                                     | Iloraz wyborczy                                                     | Iloraz wyborczy                                                     | Iloraz wyborczy                                                     | Iloraz wyborczy                                                     | Mandaty                                                             | TP                                                                  |
| Komitet wyborczy                                                    | Komitet wyborczy                                                    | Liczba głosów                                                       | /1                                                                  | /2                                                                  | /3                                                                  | /4                                                                  | /5                                                                  | Mandaty                                                             | TP                                                                  |
| ------------------------------------------------------------------- | ------------------------------------------------------------------- | ------------------------------------------------------------------- | ------------------------------------------------------------------- | ------------------------------------------------------------------- | ------------------------------------------------------------------- | ------------------------------------------------------------------- | ------------------------------------------------------------------- | ------------------------------------------------------------------- | ------------------------------------------------------------------- |
|                                                                     | Sojusz Lewicy Demokratycznej                                        | 53 137                                                              | 53 137                                                              | 26 569                                                              | 17 712                                                              | 13 284                                                              | 10 627                                                              | 2                                                                   | 2,03                                                                |
|                                                                     | Akcja Wyborcza Solidarność                                          | 38 731                                                              | 38 731                                                              | 19 366                                                              | 12 910                                                              | 9683                                                                | 7746                                                                | 2                                                                   | 1,48                                                                |
|                                                                     | Unia Wolności                                                       | 21 324                                                              | 21 324                                                              | 10 662                                                              | 7108                                                                | 5331                                                                | 4265                                                                | 1                                                                   | 0,81                                                                |
|                                                                     | Polskie Stronnictwo Ludowe                                          | 13 054                                                              | 13 054                                                              | 6527                                                                | 4351                                                                | 3264                                                                | 2611                                                                | 0                                                                   | 0,50                                                                |
|                                                                     | Ruch Odbudowy Polski                                                | 4634                                                                | 4634                                                                | 2317                                                                | 1545                                                                | 1159                                                                | 927                                                                 | 0                                                                   | 0,18                                                                |
| Ogółem                                                              | Ogółem                                                              | 130 880                                                             | —                                                                   | —                                                                   | —                                                                   | —                                                                   | —                                                                   | 5                                                                   | 5                                                                   |